# Bromuro
El ion bromuro es un átomo de bromo con carga eléctrica -1, es decir, con un electrón adicional. 
Los bromuros son compuestos donde el bromo actúa con estado de oxidación -1. También son las sales del ácido bromhídrico (HBr).
Pueden ser compuestos iónicos, como el bromuro de cesio (CsBr), o pueden ser covalentes, como el dibromuro de azufre (SBr2). 
Se usan como sedantes desde los siglos XIX y XX.

## Estado natural
Los bromuros se encuentran habitualmente en el agua del mar, junto a los cloruros, en una concentración aproximada de 65 mg/l, que representa aproximadamente el 0,2 % de todas las sales disueltas. Los alimentos marinos contienen generalmente niveles altos de bromuros, mientras que los alimentos procedentes de la tierra contienen cantidades variables.

## Química

### Análisis de bromuros
Para comprobar la existencia del ion bromuro en disolución, se añade ácido nítrico diluido, (HNO3), y posteriormente nitrato de plata, (AgNO3). Aparece un precipitado de color crema en el fondo del recipiente.
Un ensayo más selectivo se realiza mediante la oxidación de la fluoresceina oxidando previamente el bromuro a bromo con permanganato potásico y sulfúrico concentrado. Al calentar la disolución se desprende bromo, que tornará la fluoresceina de un color rosa intenso.
También se puede cuantificar esta presencia con el uso de electrodos selectivos (ISE) para dicho ion que deben calibrarse con disoluciones patrón, para comparar con el contenido de la muestra.
Otros métodos son la cromatografía en columna para separar los aniones y el método colorímétrico del rojo de fenol que emplea cloramina T en presencia de rojo de fenol para oxidar los iones bromuro a bromo molecular. Este bromo formado produce la bromación del rojo de fenol. Se tampona a un pH 4,5-4,7 usando un tampón de acetato de sodio, y el color vira de rojo a violeta. La concentración se cuantifica en un colorímetro por comparación con disoluciones patrón.

## Usos médicos
Los bromuros, especialmente el bromuro de potasio, se usaron con frecuencia como sedantes durante los siglos XIX y XX. Esto dio a la palabra "bromuro" su connotación coloquial y la creencia popular sobre sus funciones hizo que se usara en exceso.
El ion bromuro es antiepiléptico, y las sales de bromuro todavía se usan con esa función, particularmente en medicina veterinaria. La vida media de los bromuros en humanos (12 días) es larga en comparación con muchos fármacos, haciendo que la dosis sea difícil de ajustar (una nueva dosis puede requerir varios meses hasta alcanzar el equilibrio).
Las concentraciones de ion bromuro en el fluido cerebroespinal son aproximadamente un 30% de las existentes en sangre, y están fuertemente influenciadas por la ingesta de cloruros y el metabolismo.
La toxicidad crónica de los bromuros puede desencadenar el bromismo, un síndrome con múltiples síntomas neurológicos. La toxicidad de los bromuros también puede desencadenar erupciones de piel. Ver bromuro de potasio. 
El bromuro de litio se usó como sedante a comienzos del siglo XX, pero entró en desuso en la década de los 40 cuando algunos pacientes de corazón murieron después de usarlo como sustituto de la sal común.  Como el carbonato de litio y el cloruro de litio fue usado como tratamiento del desorden bipolar.

## En biología
El ion bromuro es necesario para los eosinófilos (células blancas de la sangre, de la clase de los granulocitos, especializados en la defensa contra los parásitos multicelulares), que lo usan para generar compuestos bromados antiparásitos mediante la acción de eosinofil peroxidasa, una enzima que emplea preferentemente bromuros. A pesar de este uso por el cuerpo, no se sabe que el ion bromuro sea estrictamente necesario para la vida, ya que sus funciones pueden ser reemplazados generalmente (aunque en algunos casos no demasiado bien) por los cloruros.
Los bromuros son sales que se usan a veces en bañeras de hidromasaje y spas como agentes germicidas suaves, usando la acción de un agente oxidante añadido para generar "in situ" hipobromito, de una forma similar a la peroxidasa en los eosinófilos.
La concentración media de bromuros en la sangre humana 5.3±1.4 mg/L y varía con la edad y el género.  Niveles mucho más altos indican exposición a las sustancias químicas bromadas (como el bromuro de metilo). Sin embargo, el ion bromuro aparece a una concentración relativamente alta en el agua de mar, y las concentraciones de bromuro en la sangre están muy influenciadas por la contribución de la ingesta de pescado en la dieta.

## Historia
En algunos países, los bromuros siguen estando disponibles en las farmacias en forma de disolución [cita requerida], aunque desde la década de 1950 han sido prohibidos como sedantes dispensables sin receta en la mayoría de los países occidentales.
Se rumoreó, en particular por las tropas británicas durante la Segunda Guerra Mundial, que se añadía bromuro de forma regular a su té para reducir la incidencia de erecciones en los varones (véase anafrodisíaco). A lo largo de la historia, este había sido realmente el uso farmacológico inicial del bromuro hace un siglo (véase la historia del bromuro de potasio). Sin embargo, tal acción es común a todos los sedantes efectivos y no se sabe que sea especialmente específica del bromuro. Además, también se contaron historias de anafrodisíacos usados para las tropas en relación con muchas otras sustancias químicas, como los nitratos, y no ha existido una clara evidencia de su efectividad para ninguno de ellos.

## Ejemplos
- Bromuro de hidrógeno o ácido bromhídrico (HBr)
- Bromuro de potasio (KBr)
- Bromuro de sodio (NaBr)
- Bromuro de magnesio (MgBr2)
- Bromuro de carbono (IV) (CBr4)
- Bromuro de cesio (CsBr)